# Magnetorheologisches Polieren
Magnetorheologisches Polieren (englisch magneto rheological finishing, MRF) bezeichnet eine Art der Bearbeitung von optischen Komponenten, z. B. Linsen. Der Prozess dient der Politur und der Korrektur der optischen Wirkflächen und kann somit letzter Schritt in der Prozesskette der Passebearbeitung sein. Üblicherweise schließen sich die Randbearbeitung und Zentrierung der Komponente an, gefolgt vom Beschichten (z. B. Vergütung oder Verspiegelung).
Das Werkzeug ist in diesem Fall eine magnetorheologische Flüssigkeit, die aus Wasser, magnetischen Partikeln und Poliermittel besteht. Diese Flüssigkeit wird auf ein rotierendes Rad aufgebracht, in einem Magnetfeld verfestigt sich die Suspension. Die zu bearbeitende Oberfläche wird so über die magnetorheologische Flüssigkeit bewegt, dass sie lokal etwas eintaucht. Durch die Bewegung des Rades und das in der verfestigten Flüssigkeit befindliche Poliermittel wird ein Materialabtrag auf der Oberfläche erreicht. Über die Verweilzeit wird die Menge des lokal abzutragenden Materials kontrolliert. Üblicherweise erfolgt die Bewegung des Werkstückes computergesteuert, in Verbindung mit Messdaten ist eine Korrektur der optischen Wirkfläche realisierbar.